# Tư vấn xây dựng
Tư vấn xây dựng là một loại hình tư vấn đa dạng trong công nghiệp xây dựng, kiến trúc, quy hoạch đô thị và nông thôn... có quan hệ chặt chẽ với tư vấn đầu tư, thực hiện phần việc tư vấn tiếp nối sau việc của tư vấn đầu tư.
Tư vấn xây dựng giúp cho khách hàng - chủ đầu tư xây dựng - tổ chức việc khảo sát xây dựng, thiết kế xây dựng và tổ chức đấu thầu để mua sắm thiết bị đầu tư, đấu thầu xây lắp công trình, giám sát thi công xây dựng, nghiệm thu công việc đã hoàn thành. Thông thường, đối với các dự án công trình hạ tầng kỹ thuật, chỉ có một công ty tư vấn đầu tư và xây dựng đảm nhiệm công việc từ đầu đến cuối.
Kỹ sư tư vấn xây dựng là người có đủ trình độ, chuyên môn để thực hiện công tác tư vấn xây dựng. Ở Việt Nam, để được hành nghề Kỹ sư tư vấn xây dựng cần phải có chứng chỉ hành nghề, phải có tối thiểu 3 năm hoạt động trong lĩnh vực xây dựng và số lượng công trình đã tham gia phải đủ lớn.
Tổ chức tư vấn xây dựng là những đơn vị chuyên ngành, hoạt động độc lập về mặt pháp lý và phục vụ khách hàng theo hợp đồng. Ở các nước trên thế giới, các tổ chức này phần lớn thuộc Hiệp hội Tư vấn xây dựng.

## Phân loại tư vấn xây dựng
1. Tư vấn quản lý dự án
2. Tư vấn quản lý chi phí (kỹ sư định giá)
3. Tư vấn thiết kế kiến trúc
  - Chuyên ngành về văn phòng, khách sạn, căn hộ, khu nghỉ mát...
  - Chuyên ngành về công trình công nghiệp
  - Chuyên ngành về công trình nghệ thuật
4. Tư vấn thiết kế kiến trúc nội thất
5. Tư vấn thiết kế quy hoạch đô thị
6. Tư vấn thiết kế dân dụng và kết cấu
  - Tư vấn thiết kế chuyên ngành về nền móng và nhà cao tầng
  - Tư vấn thiết kế chuyên ngành về kết cấu thép và bê tông
  - Tư vấn thiết kế chuyên ngành về cơ sở viễn thông
7. Tư vấn thiết kế cơ sở hạ tầng
  - Tư vấn chuyên ngành về cầu đường
  - Tư vấn chuyên ngành về cảng và hải dương
  - Tư vấn chuyên ngành về viễn thông
  - Tư vấn chuyên ngành về nước
  - Tư vấn chuyên ngành về điện
  - Tư vấn chuyên ngành về khai thác quặng
  - Tư vấn chuyên ngành về đường sắt
  - Tư vấn chuyên ngành về cảng hàng không
8. Tư vấn thiết kế Cơ Điện Lạnh
Bao gồm các công việc về thiết ké hệ thống điện trung thế, hạ thế, hệ thống cấp thoát nước công trình; hệ thống điều hoà không khí, hệ thống khí lạnh...
9. Tư vấn thiết kế Âm học
Bao gồm các việc thiết kế hệ thống chống rung, chống ồn...
10. Tư vấn thiết kế môi trường
11. Tư vấn thiết kế cơ khí, công nghiệp
12. Tư vấn khảo sát địa chất công trình
13. Tư vấn quản lý khối lượng và giá thành
14. Tư vấn quản lý chất lượng
15. Tư vấn quản lý công trình
16. Tư vấn quản lý bất động sản
17. Tư vấn phong thủy
18. Tư vấn quy hoạch

## Phân loại kỹ sư tư vấn xây dựng
- Kỹ sư thiết kế công chánh công trình (Civil engineer)
- Kỹ sư thiết kế kết cấu công trình (Structural engineer)
- Kỹ sư thiết kế điện
- Kỹ sư thiết kế Cơ - Lạnh
- Kỹ sư thiết kế Nước - Thủy Lợi
- Kỹ sư thiết kế công nghiệp
- Kỹ sư thiết kế Âm học
- Kiến trúc sư

### Phân hạng kỹ sư tư vấn xây dựng

#### Theo thông lệ quốc tế
- Kỹ sư mới thực tập
- Kỹ sư mới ra trường
- Kỹ sư bậc I
- Kỹ sư bậc II
- Kỹ sư chính thức
- Kỹ sư kinh nghiệm
- Kỹ sư chủ nhiệm

#### Theo số năm công tác (ở Việt Nam)
- Kỹ sư thực tập 1 (tập sự): 1 - 2 năm
- Kỹ sư thực tập 2: 2 - 3 năm
- Kỹ sư tư vấn: 3 - 5 năm
- Kỹ sư tư vấn chính: 5 - 10 năm
- Kỹ sư cao cấp: 10 năm trở lên

#### Các chức năng của tổ chức, công ty tư vấn xây dựng
- Tư vấn tổng hợp
- Tư vấn thiết kế
- Tư vấn giám sát
- Tư vấn quản lý dự án
- Tư vấn quản lý chi phí